# Esera Tuaolo
Esera Tavai Tuaolo (* 11. Juli 1968 in Honolulu) ist ein US-amerikanischer ehemaliger American-Football-Spieler auf der Position des Defensive Tackles. Er spielte neun Jahre in der National Football League (NFL), hauptsächlich für die Green Bay Packers und die Minnesota Vikings.
Tuaolo ist samoanischer Abstammung und wuchs in einer Farmerfamilie auf. Er spielte für die Oregon State University und war Mitglied der Pi Kappa Alpha Fraternity.
1991 wurde er in der NFL Draft von den Green Bay Packers ausgewählt. In der Saison 1998 erreichte er mit den Atlanta Falcons den Super Bowl. Im Laufe seiner sportlichen Karriere spielte Tuaolo außerdem für die Carolina Panthers, Jacksonville Jaguars, Minnesota Vikings und die Green Bay Packers.
Mit seinem Coming-out im Jahre 2002 ist Tuaolo nach David Kopay und Roy Simmons der dritte ehemalige NFL-Spieler, der diesen Schritt gewagt hat. 
Esera Tuaolo ist Vater von Zwillingen. Zusammen mit der NFL-Leitung arbeitet er daran Homophobie in der NFL zu bekämpfen und ist Vorstandsmitglied der Organisation Gay and Lesbian Athletics Foundation.
Tuaolo hat sich auch als Sänger versucht. 1995 veröffentlichte er das Mini-Album One Man’s Island. Ein Jahr später spielte er gemeinsam mit der Country-Sängerin Lari White die Ballade Another Broken Heart für den Sampler NFL Country ein. 2006 sang er die Nationalhymne in der Eröffnungsveranstaltung der Gay Games. 2017 nahm er an der 13. Staffel der US-amerikanischen Version der Casting-Show The Voice teil, wo er im Team des Country-Sängers Blake Shelton sang und in der ersten Playoff-Runde ausschied.

## Werke von Tuaolo
- Alone in the Trenches: My Life as a gay man in the NFL, veröffentlicht im Frühjahr 2006 (ISBN 1-4022-0505-8)